# Arthur O. Lovejoy
Arthur Oncken Lovejoy (Berlim, 10 de outubro de 1873 — Baltimore, 30 de dezembro de 1962), foi um influente filósofo e historiador estadunidense.
Foi fundador da área de pesquisa conhecida como História das ideias, com o seu livro A Grande Cadeia do Ser (1936), sobre o tema com esse nome, que é considerado "provavelmente o trabalho mais influente da história das ideias nos Estados Unidos durante o último meio século". Os seus estudos também incluem o Princípio da Plenitude e críticas acerca do movimento pragmático.

## Obra (seleção)
- Primitivism and Related Ideas in Antiquity (1935). (com George Boas). Johns Hopkins U. Press. edição de 1997: ISBN 0-8018-5611-6
- The Great Chain of Being: A Study of the History of an Idea (1936). Harvard University Press. reimpresso por Harper & Row, ISBN 0-674-36150-4, 2005 paperback: ISBN 0-674-36153-9.
- Essays in the History of Ideas (1948). Johns Hopkins U. Press. edição de 1978: ISBN 0-313-20504-3
- The Revolt Against Dualism (1960). Open Court Publishing. ISBN 0-87548-107-8
- Reflections on Human Nature (1961). Johns Hopkins U. Press. ISBN 0-8018-0395-0